# Atanas Komszew
Atanas Sławczew Komszew (bułg. Атанас Славчев Комшев; ur. 23 października 1959 w Dewetinci, zm. 12 listopada 1994 w Sofii) – bułgarski zapaśnik walczący w stylu klasycznym. Dwukrotny olimpijczyk. Złoty medalista z Seulu 1988 i jedenasty w Barcelonie 1992. Startował w kategorii 90–100 kg.
Siedmiokrotny uczestnik mistrzostw świata i pięciokrotny medalista. Srebro w 1982, 1983 i 1986 i brąz w 1985 i 1987. Pięć razy stawał na podium mistrzostw Europy, pierwszy w 1984 i 1986 roku.
- Turniej w Seulu 1988 – 90 kg

Pokonał Yasutoshiego Moriyamę z Japonii, Sambę Adamę z Mauretanii, Franza Pitschmanna z Austrii, Christera Gulldena ze Szwecji, Jeorjosa Pikilidisa z Grecji, a w walce o złoty medal zwyciężył Fina Harriego Koskelę.
- Turniej w Barcelonie 1992 – 100 kg

Zwyciężył Alioune Dioufa z Senegalu a przegrał z Siarhiejem Dziemiaszkiewiczem z WNP i Kubańczykiem Héctorem Miliánem.